# Métaldéhyde
Le métaldéhyde est une substance active de produit phytosanitaire (ou produit phytopharmaceutique, ou pesticide) qui présente un effet molluscicide et qui est employé pour tuer des limaces et autres gastéropodes. 
Chimiquement, le métaldéhyde est le tétramère cyclique de l'acétaldéhyde. L'acétaldéhyde étant un liquide à faible point d'ébullition (21 °C) ; il est remplacé dans certaines réactions chimiques par un de ses polymères cycliques, le métaldéhyde ou le paraldéhyde (trimère cyclique de l'acétaldéhyde).
Il est vendu sous les marques Antimilice, Ariotox, Cekumeta, Deadline, Halizan, Limatox, Limeol, Meta,  Metarex M, Metason, Mifaslug, Namekil, Slug Death, Slug Fest Colloidel 25, Slugit, Slug-Toxclartex+ r, copalim sr, helarion ld, limarion, limatak b, limatic, superlimastop.
Il est inflammable et utilisé comme combustible solide pour les réchauds portatifs en camping ou en modélisme. Sa combustion ne produit ni fumée ni cendre. Sous forme de petites tablettes blanches dans cet usage, il est connu et commercialisé sous l'appellation "alcool solide" ou tout simplement "méta".

## Toxicologie

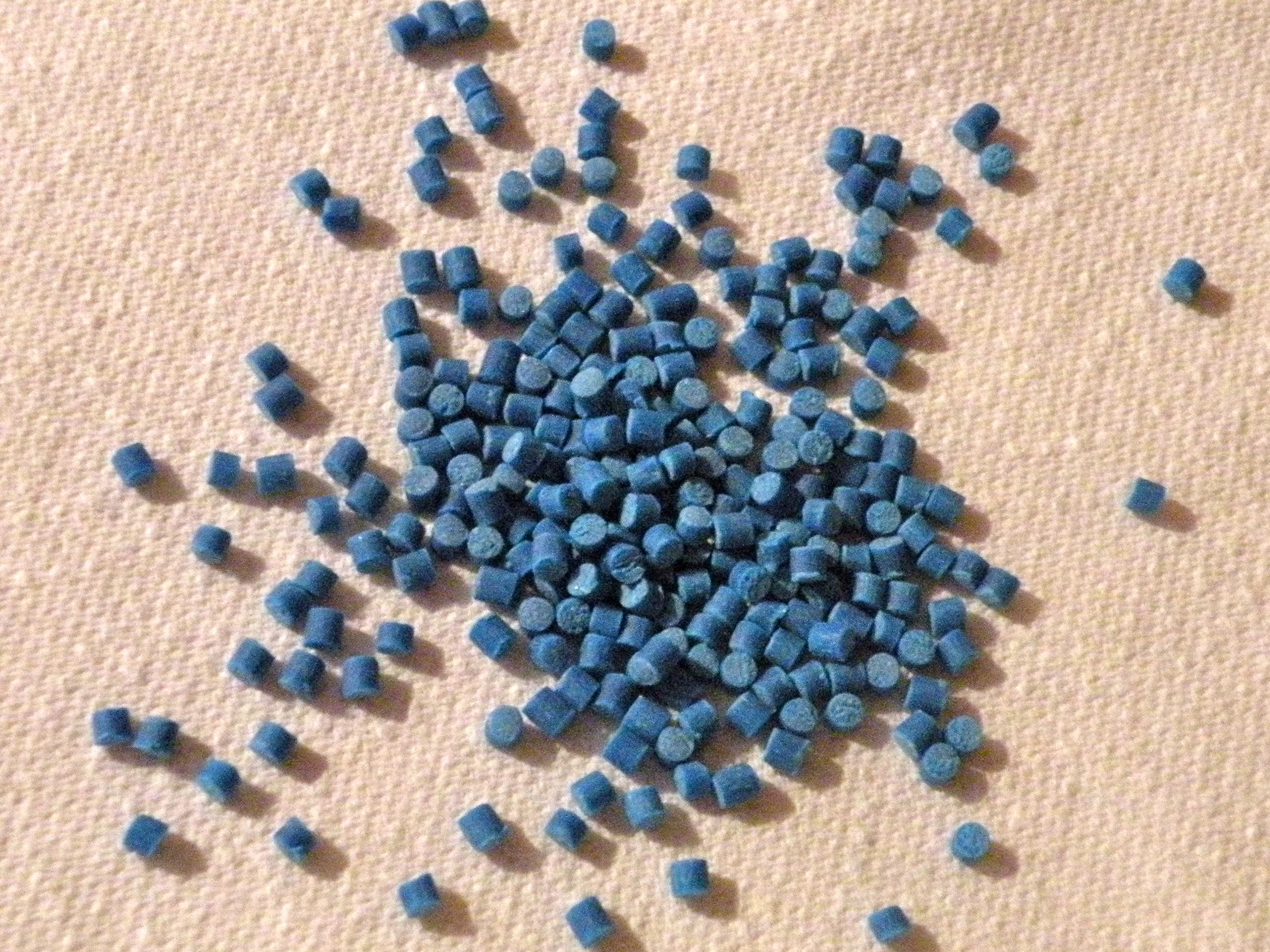
Granulé de métaldéhyde contre les limaces

Le métaldéhyde est un composé très toxique pour les animaux domestiques (chats, chiens) et sauvages (notamment le hérisson qui en avalant les limaces empoisonnées s'empoisonne à son tour) ainsi que pour l'homme. Il est généralement utilisé sous forme de comprimés ce qui favorise les risques d'empoisonnement par ingestion notamment chez les enfants. Son utilisation est donc à déconseiller si l'on a de jeunes enfants ou des animaux domestiques.
L'action du métaldéhyde est mal connue du point de vue toxicologique. En effet, bien qu'il soit facilement hydrolysé en acétaldéhyde notamment et que ce dernier est un neurotoxique bien connu, les effets sur l'organisme du métaldéhyde ne correspondent pas à ceux de l'acétaldéhyde. Le métaldéhyde a un effet irritant prononcé. Il induit également une sorte d'ébriété et une hypersalivation.
Certains auteurs placent la dose létale humaine à 43 mg/kg. Une ingestion de traces peut donner une hypersalivation, une rougeur faciale, de la fièvre des crampes abdominales, des nausées et des vomissements. Jusqu'à 50 mg/kg, les autres effets suivants ont été constatés : somnolence, tachycardie, spasmes, irritabilité. Jusqu'à 100 mg/kg, ataxie et augmentation du tonus musculaire apparaissent. En augmentant les doses jusqu'à 400 mg/kg, se succèdent les effets suivants : convulsions, tremblements, hyperréflexie, contractions musculaires, coma, mort . Depuis le 1er janvier 2019, le méthaldéhyde n'est plus autorisé à la vente pour les particuliers en France.

## Alternatives
Des alternatives à l'utilisation de métaldéhyde en tant que molluscicide existent : le travail du sol (labour, déchaumage) en condition sèche permet de diminuer la population de limaces. L'orthophosphate de fer ou phosphate ferrique, substance de biocontrôle autorisée en Agriculture Biologique, montre une efficacité équivalente au métaldéhyde avec certaines spécialités commerciales.